# Ucigașul ABC
Ucigașul ABC este o altă capodoperă a scriitoarei britanice Agatha Christie , carte publicată prima oară în Marea Britanie de către Collins Crime Club pe 6 ianuarie, anul 1936, iar în Statele Unite Ale Americii de către  Dodd, Mean and Company pe 14 februarie în același an. Cartea îl înfățișează pe faimosul personaj  Hercule Poirot, urmat de Arthur Hastings și Inspectorul-șef Japp. Relatarea romanului este extraordinară, combinând nararea la persoana I și III. Această abordare a fost concepută faimos de Charles Dickens în opera sa  Casa Umbrelor  și a fost încercată de către autoare în cartea  Omul în costum maro . În scrierea  Ucigașului ABC , relatarea la persoana I este făcută din perspectiva vechiului prieten al lui Poirot , Arthur Hastings.

## Introducere
Romanul dezvăluie într-o manieră atentă crimele și investigațiile ce se țin lanț, relatate din perspectiva unuia dintre personajele secundare. Poirot primește scrisori misterioase semnate sub un pseudonim ABC. În fiecare scrisoare se precizează data și locul următoarei crime. Crimele succed în mod alfabetic (datorită acestui mod de operare ,firul acțiunii devine și mai captivant) : Alice Asher era proprietara unui magazin de tutun ,omorâtă în propria-i tutungerie din ''Andover'', din cauza unei lovituri puternice în cap ; Betty Barnard era o simplă chelneriță , strangulată la ''Bexhill'', iar Sir Carmichael Clarke era un om bogat, ucis în casa sa din ''Churston''. Când poliția ajunge la locul faptelor, descoperă lângă cadavre un ghid feroviar ABC, deschis la pagina localității unde va avea loc următoarea crimă. 
Domnul Hercule Poirot anchetează, însă întâmpină două gânduri pe care nu și le poate explica : a),,De ce i-ar scrie ucigașul ABC lui, sau altei instituții cum e Scotland Yard ?" b) ,,De ce un om meticulous precum acest ABC a scris greșit adresa detectivului din Churston?" Între timp, marele detectivul belgian formează o ,,legiune" a rudelor celor decedați, în speranța de a mai căpăta noi informații. 
Fiecare capitol narat de Hastings este urmat de descrierea unui moment din viața domnului Alexander Bonaparte Cust, un om de afaceri ce călătorește și un epileptic ce a servit în război, care este incapabil de a își aminti unele lucruri, conștientizând deseori că el a săvârșit un omor. În adevăr, nu este el cel care a ticluit acest plan macabru.
Inspector Crome, care nu se încrede în abilitățile detectivului Poirot, și doctorul Thompson fac parte din poliție.

## Rezumat
După întâlnirea cu soția celei de-a treia victimi, Lady Clarke, Poirot descoperă un lucru comun celor trei crime săvârșite până acum : un om ce vindea ciorapi de mătase a asistat la toate crimele comise în tot acest timp.  A vândut o pereche de șosete doamnei Asher și domnișoarei Barnard, în timp ce a fost trimis departe fără să vândă la casa familiei Clarke. ABC tocmai a trimis o nouă scrisoare, ce direcționa poliția către Doncaster. Acolo urma o a patra crimă. Cum în aceeași zi avea să fie o cursă de cai la ,,St. Leger" , Poirot spera să-l prindă pe ucigaș. Dar ABC a dat lovitura într-un cinema, omorând din neatenție pe un anume domn George Earsfield, în loc să păstreze modul alfabetic și să-l asasineze pe Roger Emmanuels Downes, care se așezase la două locuri distanță. Cu toate acestea, Cust, asistând la această scenă, alergă din sala de cinema în urma unei pene de curent. Mai târziu, Alexander Bonaparte descoperă arma crimei în buzunarul paltonului său și urmele de sânge lăsate pe cămașă, crezând că el a săvârșit omorul. 
Lilly, fiica proprietăresei domnului Cust, îl sfătuiește să se ferească de poliție. Acesta încercă să fugă din oraș, dar leșină în urma unei crize de epilepsie la secția de poliție din Andover. Tom Hartigan, prieten al lui Lilly, se confesează inspectorului Crome; mărturisește suspiciunile cu privire la domnul Cust. În acest timp Alexander Bonaparte Cust este sub arest, neamintindu-și faptul crimei, dar este convins de vinovăția sa. Casa îi este anchetată, iar în una dintre camere se găsesc ciorapi de mătase, liste de clienți, hârtie fină de scrisori (ce semăna cu corespondența primită de la misteriosul ABC), o cutie nedeschisă cu ghiduri feroviare ABC, iar în salon cuțitul pătat cu sânge, arma crimei. Poliția a găsit că  "vinovatul" nu a fost niciodată angajat de către o firmă de stocare. S-a descoperit de asemenea că domnul Alexander nu beneficia de o mașină de scris. Poirot face o vizită acuzatului, dar se îndoiește de vina acestuia ascultându-i povestea, mai ales că acest domn a avut un alibi solid în ceea ce privește crima din Bexhill; protagonistul nu își amintește deloc momentul în care a ucis. Poirot anunță o nouă întâlnire cu ,,legiunea", ținând un discurs în care susține nevinovăția lui Cust. Discutând scrisoarea trimisă de ABC în momentul crimei din Churston, căpitanul Hastings sugeră că scrisoarea fusese menită să meargă pe căi greșite. Poirot susține că afirmația prietenului său este cât se poate de corectă. Criminalul încerca să inducă în eroare poliția, fără a întrerupe crima. Poirot demonstră că ABC este Franklin Clarke, fratele victimei Sir Carmichael Clark, moștenitorul averii Clarke, și un membru al ,,legiunii decedaților. Franklin se temea că, după moartea domnișoarei Clarke, Carmichael se va căsători cu Thora Grey, secretara irlandeză. Franklin decide să-l omoare pefratele său în timp ce Lady Clarke este în viață, transformând un simplu omor într-o operă a unui criminal în serie, pentru a înlătura anumite suspiciuni. Cust și Franklin s-au întâlnit întâmplător la o cârciumă. Lui Franklin i-a venit imediat ideea pseudonimului ABC (initialele numelui Alexander Bonaparte Cust). Apoi, el a planificat și a pus la cale totul.
Franklin râse la acuzația renumitului detectiv, dar se panică în timp ce Poirot afirma că amprenta domnului a fost găsită pe butoanele de la mașina de scris a lui Cust. Fratele victimei a fost recunoscut de Milly Higley în compania domnișoarei ucise, Betty Barnard. Franklin încercase să-l împuște pe domnul Poirot, folosindu-și propriul pistol, însă Poirot prevenise această acțiune, golind pistolul cu ajutorul unui hoț de buzunare. Peste câteva clipe, poliția deja îl reținea. Poirot îi mărturisi lui Hastings că amprenta de pe mașina de scris a fost o simplă minciună. Poirot este mulțumit de faptul că el și Hastings "au plecat la vânătoare încă o dată".

## Personaje
Următoarele detalii despre personaje sunt extrase din roman. Istoria și numele fiecărui personaj pot varia de la adaptare la adaptare, datorită cenzurii, culturii etc.
- A.B.C. - un criminal în serie cu sânge rece și inamicul puternic al lui Poirot în acest roman . El a ucis victimele în ordine alfabetică și a lasăt un ghid de cale ferată ABC lângă fiecare victimă ,oferind mici indicii in legătură cu scenele crimei.
- Alexander Bonaparte Cust - un om cu un nume ciudat; afacerist ce călătorește, vinzând ciorapi de mătase. Rămâne epileptic în urma unei lovituri puternice la cap în timp ce servea drept soldat în război.
- Alice Ascher - prima victimă a lui ABC, o femeie în vârstă, divorțată și fără copii; deținătoare a unei mici tutungerii din Andover.
- Franz Asher - soțul alcoolic al doamnei Asher; a fost pentru scurt timp un suspect în ceea ce privește uciderea fostei sale soții.
- Elizabeth "Betty" Barnard - a doua victimă a criminalului în serie; o tânara chelneriță ce lucra într-o cafenea în apropiere de plaja din Bexhill.
- Megan Barnard - sora mai mare a victimei din Bexhill, dealtfel o fire sensibilă; asistă la ,,legiunea creată de Poirot.
- Milly Higley - propretara cafenelei în care lucra Betty Barnard
- Sir Carmichael Clarke - a treia victimă a lui ABC, un om bătrân și bogat, ce locuia în Churston. Domnul Carmichael este un om fără copii, având o soție bolnavă de cancer.
- Lady Charlotte Clarke - văduva foarte bolnavă a lui Sir Carmichael; din cauza cancerului, ia diferite droguri, uneori delirând.
- Franklin Clarke – fratele mai mic al domnului Carmichael Clarke; un membru al ,,legiuniice se oferă să îl ajute pe Poirot.
- Inspector Crome - asistant la crima din Bexhill; are o părere proastă despre micul detectiv belgian.
- Roger Downes - un profesor de școală, prezent la cinema-ul din Doncaster. Cu toate că Downes părea să fie următoarea victimă a maniacului ABC , George Earlsfield a fost ucis în acea seară. Bătrânul profesor a fost așezat la doar două locuri distanță de decedat ,și este cel care a descoperit cadavrul lui Earlsfield .
- Mary Drower - nepoata lui Alice Asher; face parte din ,,legiune''.
- George Earlsfield - a patra victimă; bărbier care fusese de tură.
- Donald Fraser - logodnicul lui Betty; bărbat temperamental și un principal suspect în legătură cu asasinarea victimei; membru al ,,legiunii''
- Thora Grey - frumoasa asistentă a lui Sir Carmichael Clarke; membră a ,,legiunii''
- Tom Hartigan - iubitul lui Lily Marbury, căruia mama sa i-a închiriat o cameră lui Cust. L-a văzut pe Cust în stația din Euston cu un bilet către Doncaster și deveni suspicios când Lily raportă că tatăl ei avea să meargă spre Chentleham, luând trenul de la gara Paddington.
- Hercule Poirot - detectiv belgian ce a devenit faimos pentru rezolvarea cazurilor, folosind ,,micile celule cenușii''.
- Arthur Hastings - prietenul vechi al lui Poirot și partener în cazuri; un om nerăbdător; vasta sa imaginație este deseori în joacă ridiculizată de către Poirot.
- Detectiv Șef Inspector James Harold Japp - un vechi prieten al detectivului Poirot, care este însărcinat cu rezolvarea cazului.
- Lily Marbury - fiica îngăduitoare a proprietăresei lui Cust; ea l-a avertizat pe Cust, după ce iubitul ei a spus poliției acțiunile sale suspicioase.
- Doctorul Thompson - psiholog criminalist, ce încearcă să alcătuiască un profil al criminalului.

## Semnificație literară și recepții
Revista The Times Literary Supplement din 11 ianuarie 1936 include cu o notă de admirație următorul subiect ,,Dacă doamna Christie dezertează ficțiune pentru crimă, această acțiune va fi foarte periculoasă: nimeni nu își va putea explica acuzația unui personaj extrem de inocent, doar Poirot ne va lumina cu explicațiile sale".
Issac Anderson își termină critica din The New York Times Book Review, exprimându-se astfel: ,,Această poveste este un truc de primă clasă, scris într-o manieră deosebită a Agathei Christie. Pentru noi înseamnă cel mai bun lucru pe care ea l-a făcut vreodată, nicidecum exceptând Roger Ackroyd".
În numărul revistei The Observer din 5 ianuarie 1936, ,,Torquemada"(Edward Powys Mathers) spune:,,Ingeniozitatea...este un termen delicat ce exprimă talentul Agathei Christie. În Ucigașul ABC, aleasă corect de către Crime Club ca fiind cartea lunii, scriitoarea și-a îmbunătățit complet metodele de a ataca cititorul, iar acum, adevărul din spatele fantasticii serii de crime este la fel de nedescris precum orice adevăr pe care Poirot ni l-a dezvăluit. Cititorul adoptă două atitudini mintale diferite atunci când citește. După ce citește paginile excelente ale cărții, se întreabă:,, Oare mă va dezamăgi Agatha Christie? Crede ea că va reuși să-mi ofere o impecabilă poveste a unui detectiv și să meargă mai departe cu minciuna?". Atunci cititorul devine convins că s-a înșelat în privința autoarei și că este destul de capabil pentru a desluși singur arfificiul povestirii. El află în ultimul capitol, deoarece lectorul este ademenit de munca ,,serioasă" a unui grup de polițiști care este doar o pistă greșită, atenția sa stimulează o bănuială calmă a unui motiv; încă nu a greșit, dar va greși sigur. Pe lângă asta, este de notat faptul că personajele se disting în anumite scene ale romanului polițist pentru a ne da de înțeles că avem de-a face cu un criminal oribil. Suntem pregătiți să admitem acest lucru și să acuzăm cel mai suspect personaj, până când doamna Christie ne prezintă un om al cărui comportament nu e nici pe departe macabru".
E. R. Punshon evaluă romanul în numărul ce datează din 6 februarie 1936 Al revistei The Guardias, spunând:,,Unii cititori sunt atrași de acest roman polițist datorită unui interes urmărit cu atenție, sau datorită unei anticipări logice a desfășurării temei alese. Alții citesc captivați succesiunea rapidă a evenimentelor. Iar cei mai mulți urmăresc reacția psihologică în urma unei crime; aceasta se limitează la rutina unei vieți ordinare. Autorul versat și fericit de talentul său împletește dintr-o singură mișcare un fir al acțiunii. În cartea nouă a domnișoarei Christie, scopul este atins cu succes." Criticul adaugă mai departe:,,În al doilea capitol, autoarea ne dezvăluie sentimentele trăite de un maniac, un geniu când vine vorba de crime. Însă persoana chibzuită, care citise alte povești ale doamnei Christie, își va repeta într-una:'Nu o cred pe scriitoare; suspiciunile personajelor secundare mă vor prosti mai rău!'.Unui stil simplu, atractiv i se adaugă ingeniozitatea extremă și uluitoare a doamnei Christie; este imposibil de imaginat o structură ușoară în scrierea acestui roman. La fel s-a întâmplat și la crima din Bexhill: un obstacol va exista mereu. Printr-un efort calm, aparent perfect, doamna Christie își aduce aminte de o piesă de teatru a marelui Noël Coward. După părerea mea, s-ar putea să intitulăm această capodoperă(din respect pentru autoare) Noël Coward al romanelor polițiste."
Un critic anonim mărturisește în revista Daily Mirror din 16 ianuarie 1936:,, Îi mulțumesc Raiului că numele meu începe cu o literă de la sfârșitul alfabetului! Asta trebuie spusă doar când se găsesc printre noi niște copiatori de pseudonime, care abia așteaptă să devină mici criminali în serie."
Robert Barnard:,,O clasică poveste, frumos realizată. Ea diferă de caracteristicile monotone : crimele efectuate în serie par a fii opera unui maniac. În realitate, personajul-soluție se regăsește printr-un cerc restrâns de suspecți, cu un motiv bun de a ucide. Romanul polițist englez nu poate ,,îmbrățișa" iraționalul; este nevoie și de un pic adevăr. O carte scrisă excelent - dar îi mulțumesc lui Dumnezeu că nu a ajuns la litera Z!"
În articolul ,,Bingle!" al revistei ,, Entertainment Weekly" #1343-44 (26 decembrie 2014 - 3 ianuarie 2015), scriitorii au ales Ucigașul ABC drept ,,EW favourite" pe lista ,,nouă cele mai grozave romane ale Agathei Christie".

## Referiri la alte lucrări
În capitolul 1, Poirot face aluzie la o situație a romanului Tragedie în trei acte. În același capitol, detectivul menționează tentativa sa de izolare pentru plantarea dovlecilor, care este înfățișată în Cine l-a ucis pe Roger Ackroyd?.
În capitolul 3, un dialog între șef-inspector Japp și  Hercule Poirot dezvăluie modul în care Agatha Christie s-a gândit la moartea detectivului belgian, mai târziu narată în Cortina: Ultimul caz al lui Poirot:
,,-N-ar trebui să-mi imaginez cum sfârșești anchetându-ți propria moarte, spuse Japp, râzând din toată inima.
-Asta e o idee, asta e. Probabil să fiu pus într-o carte...Va fi Hastings cel care va trebui să facă asta, spuse Poirot, clipind înspre mine.
-Ha ha! Asta ar fi o glumă, ar fi, râse Japp."
Tot în capitolul 3, Poirot înfățișează un plan secret pe care-l consideră o crimă perfectă, o crimă așa de enigmatică, încât ,,și el" ar clasifica-o greu de rezolvat. Această crimă exactă - unde cineva este omorât de unul din acei patru oameni ce joacă bridge în aceeași cameră - este subiectul romanului Cu cărțile pe față, care a fost publicat mai târziu în același an. 
În capitolul 19, Poirot reflectă la primul caz cu care s-a confruntat în Anglia, unde el ,,a adus împreună doi oameni care se iubeau inulin pe altul prin simpla metodă a arestării pentru crimă pe unul din cei doi. Aceasta este o referire la romanul Misterioasa afacere de la Styles, iar iubiții erau John și Mary Cavendish. 

## Referiri în alte lucrări

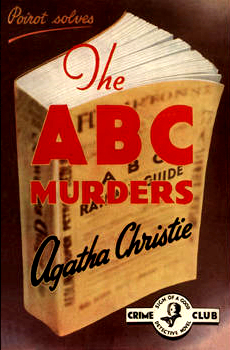
Agatha Christie The A.B.C. Murders first edition cover 1936

Modul asasinărilor din Ucigașul ABC este menționat de detectiv-inspector John Appleby în romanul Sfârșitul lui Appleby, scris de Michael Innes.
Capitolele 393 - 397 din manga-ul Detectiv Conan-ul  lui Gosho Aoyama fac referire la un caz similar al crimelor lui ABC. Episoadele 325 - 327 ale acestei adaptații anime reproduc incidentul. Filmul anime Caz închis : A paisprezecea țintă este o combinație a acestei povești, avându-l ca protagonist pe un criminal ce ucide persoane pe baza unor date numerice. Acțiunile sale produc confuzie detectivilor. Este incorporată și acțiunea romanului Agathei Christie, Zece negri mititei.

## Adaptări

### Filme
Prima adaptare a romanului a fost filmul Omorurile alfabetice (The Alphabet Murder) din anul 1965 cu Tony Randall în rolul lui  Hercule Poirot, o versiune mult mai comică și misterioasă.
Producția Malayalam film a lansat în anul 2012 Grandmaster, film inspirat din Ucigașul ABC. Caracterizarea lui Chandrasekhar este jucată de veteranul indian Mohanlar; este un rol asemănător detectivului protagonist din roman. 

### Radio
BBC Radio adaptează Poirot-Ucigașul ABC, vocile aparțin lui John Moffatt și Simon Williams. Prima redare este efectuată pe postul BBC Radio 7, sâmbătă, 22 martie 2008 și pe postul BBC Radio 4 Extra.

### Televiziune
Romanul a fost adaptat in 1992 pentru serialul de televiziune Agatha Christie's Poirot cu David Suchet în rolul lui Hercule Poirot. Adaptarea rămâne devotată romanului, cu câteva schimbări minore și omitere a unor personaje. Spre sfârșit, criminalul încearcă să se sinucidă, pe când în carte încearcă să se ferească de poliție. Regia include:
- Hugh Fraser-Captanul Hastings
- Philip Jackson - Șef Inspector Japp
- Donald Sumpter - Alexander Bonaparte Cust
- Donald Douglas - Franklin Clarke
- Nicholas Farrell - Donald Fraser

- Pippa Guard - Megan Barnard

A fost prima dată transmis pe 5 ianuarie 1992 în Marea Britanie.
Această producție include scene din două filme în care Cust a fost protagonist. Prima este o sentință din filmul Black Limelight (1939), cunoscut și sub numele de Footsteps in the Sand în Statele Unite ale Americii, începând cu citatul : ,,You've been very careful, but you made one mistake. It'll be the first time that anyone has suggested you as the murderer. You'll be watched, you'll be questioned, you'll be followed, you'll give yourself away, and they'll get you (,,Ai fost foarte atent, dar ai comis o greșeală. Va fii prima oară când cineva te-a sugerat pe tine drept un criminal. Vei fii privit, vei fii întrebat, vei fii urmărit, vei încerca să dispari, iar ei te vor prinde''). Cust a privit o scenă dintr-un alt film de Alfred Hitchcock în cinema-ul din Doncaster, pe la minutul 1:10 al episodului : a văzut ultimele secunde ale filmului Number 17 (Numărul 17), unde în ultimul moment un tren se ciocnește de un ferry-boat în mare.
Romanul a fost ecranizat în 2018 ca Agatha Christie: ucigașul ABC, o miniserie BBC One în trei părți. În rolul principal a interpretat John Malkovich ca Hercule Poirot, cu Rupert Grint, Andrew Buchan, Tara Fitzgerald și Shirley Henderson în rolurile secundare.

### Anime
Al patrulea episod din serialul anime Agatha Christie's Great Detectives: Poirot and Marple se bazează pe această carte. Ucigașul ABC este , de asemenea, un anime "Hyouka".

### Manga
ABC Satsujin Jiken' (ABC殺人事件; Ucigașul ABC) este al doilea volum al lui Yasushi Hoshino, bazat pe romanul original și Triunghiul etern. Trimis în Japonia, Poirot își păstrează aspectul său iconic, cu toate că este renumit Eikubo, pe când Hastings se numește Asakura.

### Jocuri video
În 2009, DreamCatcher Interactive realizează versiunea joc video a romanului pentru Nintendo DS, numit  Agatha Christie: The ABC Murders. Jocul îl are ca personaj principal pe căpitanul Hastings, ce rezolvă misterul prin anchetarea crimelor și interogând suspecții. 
Pentru a face apel la jucătorii familiarizați cu povestea originală , jocul oferă opțiunea de a juca cu un alt criminal, ceea ce conduce la anumite indicii și mărturii de-a lungul întregului joc. Jocul a primit recenzii mediocre,  dar a fost lăudat pentru recreerea fidelă a sursei.
1. ↑  „All-star cast announced for new BBC One Agatha Christie thriller The ABC Murders”. BBC Media Centre. 24 mai 2018. Accesat în 20 decembrie 2018.
2. ↑  „First-look image of John Malkovich as Hercule Poirot in BBC One's The ABC Murders”. BBC Media Centre. 21 iunie 2018. Accesat în 20 decembrie 2018.